# Гудзенко Жанна Прокопівна
Жа́нна Проко́півна Гудзе́нко (нар. 1939) — українська лікарка-педіатр, доктор медичних наук (1980), професор (1981).

## Життєпис
Народилася 1939 року в місті Шепетівка (сучасна Хмельницька область). Донька Прокопа Гудзенка.
1962 року закінчила Чернівецький медичний інститут; працювала лікаркою.
Від 1964 року — у Київському інституті удосконалення лікарів. В 1980—1991 роках — завідувачка кафедри педіатрії № 3; з 1992 по 1998-й — завідувачка відділу трофології та сорбційної корекції процесів метаболізму Інституту сорбції та проблем ендоекології НАНУ. Від 1998 року — завідувачка відділу трофології та ендоекологічної патології Інституту екології людини, водночас — керівниця науково-виробничого центру «Логос».
Наукові дослідження стосуються таких напрямів:
- неспецифічні хронічні бронхолегеневі процеси в дітей та муковісцидоз
- особливості захворювань підшлункової залози в дитячому віці
- клінічна трофологія та набута патологія обміну речовин
- нутритивно-метаболо-нейротрофічний генез формування мультифакторних захворювань і порушень ендоекології організму людини.

Запропонувала низку способів та засобів лікування захворювань мультифакторної природи (харчова алергія, алергодерматози, вітиліго, кишковий дисбактеріоз, ожиріння); клінічний трофологічний підхід до лікування проявів неінфекційної хронічної патології.
Серед робіт:
- «Панкреатит у дітей», 1980;
- «Довідник дитячого гастроентеролога», 1986 (співавтор)
- «Захворювання підшлункової залози», 1990 (співавтор)
- «Дитячі хвороби: підручник», 1999 (співавтор)
- «Сучасне та майбутнє клінічної трофології в педіатрії», 2003 (співавтор).

Одружена з Валерієм Коротким.